# Latosaari (ö i Södra Österbotten, Seinäjoki, lat 63,29, long 23,38)
Latosaari är en ö i Finland. Den ligger i sjön Pellisenjärvi och i kommunen Kauhava i den ekonomiska regionen  Seinäjoki och landskapet Södra Österbotten, i den centrala delen av landet, 400 km norr om huvudstaden Helsingfors. Öns största längd är 30 meter i sydväst-nordöstlig riktning.